# 劉吳惠蘭
劉吳惠蘭，GBS，JP（1953年5月8日—），香港政府官員，政務官出身，官至首長級甲一級政務官，曾擔任商務及經濟發展局局長及公務員敍用委員會主席。

## 簡歷

### 早年
劉吳惠蘭中學畢業於何明華會督銀禧中學，及後於1976年在香港大學文學院畢業（榮譽學士），同年10月加入香港政府政務職系。其後擔任行政長官的曾蔭權是她投考政務主任時的遴選委員會成員之一。加入政府後，她先後在社會福利署、教育署、政務總署及銓敘科任職。她在1992年擔任影視及娛樂事務管理處處長，其後在1995年10月擔任副文康廣播司，繼續負責廣播及娛樂事務的政策事宜。

### 特區第一屆政府
1997年回歸後，其職位改稱為文康廣播局副局長，並在1998年3月底局長周德熙調任工商局局長后，署任局長職務，至該局在4月正式解散並改組為資訊科技及廣播局。她留任新成立的資訊科技及廣播局，出任該局副局長並繼續署任局長職務，直至局長鄺其志履新。1999年1月，劉吳惠蘭晉升為首長級甲級政務官，並在同年7月26日接替鍾麗幗出任市政總署署長，是為市政局解散（「殺局」）前最後一任署長，並在任內見證了香港中央圖書館落成。1999年12月31日市政總署解散，劉吳惠蘭留任經重組後的食物環境衞生署，在2000年1月1日出任該署首任署長，並在上任後隨即展開歲晚清潔大行動。劉吳惠蘭任內遇禽流感肆虐，她表示每月25日實行的「街市雞檔休市清潔日」要以強硬的態度去執法。她亦曾在任內提議將「垃圾桶」按中國大陸的叫法改為「果皮桶」，引起公眾嘩然。

### 特區第二屆政府
因應行政長官董建華推行問責制，劉吳惠蘭在2002年7月1日升任為環境運輸及工務局常任秘書長（環境及運輸）；2004年1月她離港前往北京清華大學受訓。有傳言指出劉太和時任環境運輸及工務局長的廖秀冬不咬弦，因而請辭。完成訓練後，她在2004年5月24日接替申請前往外派倫敦的林鄭月娥擔任房屋及規劃地政局常任秘書長（規劃及地政）一職，繼續署任常任秘書長職務，直至同年9月確任首長級甲一級政務官。任內，她參與策劃西九文化區的政策；而在中環舊天星碼頭清拆問題上被立法會議員點名批評碼頭在未評級就要求撥款清拆天星碼頭的做法，是先斬後奏之作。

### 特區第三屆政府
2007年7月1日起，劉吳惠蘭調任商務及經濟發展局常任秘書長（通訊及科技），也擔任廣播事務管理局副主席。任內見證了數碼電視正式啟播。2008年7月12日，中華人民共和國國務院根據行政長官的建議，任命劉吳惠蘭為商務及經濟發展局局長，以接替馬時亨請辭而出現的空缺。劉吳惠蘭任內，香港遇上環球金融危機，她在一個研討會上呼籲僱主不要輕言裁員時，提到：「大家可否『勒緊褲頭』向他們說，減一半人工去做？」，引起公眾批評，而她於翌日隨即澄清「減薪一半」並不是一個建議，只是希望僱主在嚴峻時期可與僱員商討應變方案。

### 退休
2011年3月21日劉吳惠蘭向政府請假五日，缺席立法會財務委員會會議，由署理局長蘇錦樑代為出席，回答議員質詢，報章繼而揭發她正接受一項切除結腸癌的手術。後來她向政府申請延長病假至4月10日。4月8日，劉吳惠蘭因健康理由向行政長官曾蔭權辭職，並獲批准。雖然中華人民共和國政府於4月13日宣布批准劉吳惠蘭辭去職務，但當局至6月仍然未有新的人選接替劉太的局長職務，並由副局長署任。2011年6月28日，國務院任命蘇錦樑為商務及經濟發展局局長，接替因病辭職的劉吳惠蘭。
2011年7月1日，劉吳惠蘭獲頒授金紫荊星章，表揚其盡心竭力為政府和香港市民服務長達34年。
2014年5月1日起接替吳榮奎出任公務員敍用委員會主席，任期至2017年4月30日，為期三年。2017年3月，再獲續任主席三年至2020年4月30日。。2020年4月，再獲續任主席三年至2023年4月30日。